# Francis Bok
Francis Bok (* Februar 1979 in Südsudan) ist ein ehemaliger Sklave und heute Aktivist gegen die Sklaverei allgemein und speziell gegen Sklaverei im Sudan. Sein ursprünglicher Name ist Francis Piol Bol Buk.
Im Alter von sieben Jahren wurde er 1986 während eines Überfalls von arabischen Milizen gefangen genommen und nach Nordsudan verschleppt. Dort wurde er zehn Jahre lang gegen seinen Willen festgehalten und zur Arbeit gezwungen. Nach seiner Flucht und sieben Monaten im Gefängnis floh er nach Kairo. Er lebt heute in den USA und setzt sich in der American Anti-Slavery Group gegen die Sklaverei ein.

## Kindheit
Seine Kindheit verbrachte Francis Bok, ein Dinka, mit seiner Familie in einem kleinen Dorf in Südsudan auf der Farm seines Vaters, wo er mit anderen Kindern spielte oder seinem Vater auf der Farm half. Trotz des Bürgerkriegszustandes im Südsudan war seine Familie vergleichsweise wohlhabend.

## Gefangennahme und Sklaverei
Im Alter von sieben Jahren ging Francis Bok zum ersten Mal alleine in die nahegelegene Marktstadt Nyamlell, um Waren zu verkaufen. An diesem Tag fand ein Überfall von Murahaliin-Milizen statt, bei dem er mitansehen musste, wie seine Volksleute ermordet wurden. Er selbst sowie andere Kinder wurden von den Murahaliin gefangen genommen und als Sklaven in den Nordsudan verschleppt. Ein Murahaliin namens Giemma Abdullah nahm ihn mit auf dessen Farm im Dorf Kirio, wo er erfuhr, dass er jetzt ein Abeed, ein „schwarzer Sklave“ sei. Er musste bei den Tieren schlafen, verdorbene Nahrung essen und hart arbeiten. Giemma Abdullah schlug ihn regelmäßig mit der Peitsche und drohte ihm an, ihm ein Bein abzuhacken, wenn er nicht arbeiten würde. Francis Bok hatte schon andere Sklaven gesehen, denen Beine oder Arme fehlten, und arbeitete deshalb zehn Jahre lang mit seiner ganzen Kraft für seinen Peiniger.

## Flucht und erneute Gefangenschaft
Nach sieben Jahren hielt Francis Bok es nicht mehr in Gefangenschaft aus und beschloss zu fliehen. Sein Fluchtversuch missglückte jedoch – er wurde wieder eingefangen und wegen seines Versuchs geschlagen und bedroht, bei einem erneuten Versuch ein Bein zu verlieren. Dennoch versuchte er am nächsten Tag wieder zu fliehen. Aber auch dieser Versuch misslang, und er wurde mit dem Tod bedroht. Giemma Abdullah ließ ihn aber leben, da seine Arbeit für den Farmbesitzer sehr nützlich war. Seinen nächsten Fluchtversuch unternahm Francis Bok drei Jahre später, im Dezember 1996. Er war zu diesem Zeitpunkt 17 Jahre alt und deutlich größer und stärker als beim letzten Versuch. Der Fluchtversuch gelang, und er konnte in die nahegelegene Stadt Matari (Abu Matariq) fliehen, wo er sich an die Polizei wandte. Diese unterstützte ihn jedoch nicht, sondern ließ ihn unbezahlt als Küchenjunge arbeiten. Er floh deshalb weiter bis in ein Flüchtlingslager bei Khartum. Dort wurde er von zwei Regierungsvertretern verhaftet, nachdem er mit anderen Lagerbewohnern über die Sklaverei gesprochen hatte. Die sudanesische Regierung vertritt die Ansicht, dass es in Sudan keine Sklaverei gebe, weswegen Francis Bok wegen „Lügen gegen die Regierung“ eingesperrt wurde.

## Leben in den USA
Als Francis Bok nach sieben Monaten aus dem Gefängnis entlassen wurde, gelang ihm mit falschen Papieren die Flucht nach Kairo. Der Hersteller seines gefälschten sudanesischen Passes schrieb seinen Namen falsch, als Francis Fioul Bul Bok, weswegen er sich seither Francis Bok nennt.
In Kairo wurde er von der UNO als Flüchtling anerkannt. Er reiste darauf nach North Dakota, USA ins Exil. Am 28. September 2000 konnte Francis Bok als erster geflohener Sklave vor dem US-Senat eine Aussage machen und am 21. Oktober 2001 wurde er zur Teilnahme an der Zeremonie zur Unterzeichnung des Sudanese Peace Act ins Weiße Haus eingeladen. Heute setzt sich Francis Bok gegen Sklaverei ein, um anderen das Unglück zu ersparen, das er erleben musste.

## Bücher
- Francis Bok, Flucht aus der Sklaverei, Lübbe ISBN 3404615409.

Auszug:

Eines Abends fragte ich Giemma in seiner Sprache: „Warum liebt mich keiner?“ Er starrte mich an, als hätte eine seiner Ziegen plötzlich gesprochen. „Und warum muss ich bei den Tieren schlafen?“, fragte ich weiter.
„Wo hast du das gelernt?“, brüllte Giemma. Er schlug mich, dann ging er fort. Zwei Tage später sagte er: „Du willst wissen, warum dich keiner liebt und warum du bei den Tieren schlafen musst? Weil du ein Tier bist.“